# Trybliographa fuscipennis
Trybliographa fuscipennis är en stekelart som först beskrevs av Jean-Jacques Kieffer 1901.  Trybliographa fuscipennis ingår i släktet Trybliographa, och familjen glattsteklar. Arten är reproducerande i Sverige.